# Hylexetastes
Hylexetastes – rodzaj ptaków z podrodziny tęgosterów (Dendrocolaptinae) w rodzinie tęgosterowatych (Dendrocolaptidae).

## Zasięg wstępowania
Rodzaj obejmuje gatunki występujące w Amazonii.

## Morfologia
Długość ciała 25–30 cm; masa ciała 86–145 g.

## Systematyka

### Etymologia
Hylexetastes: gr. ὑλη hule „las”; εξεταστης exetastes „ekspert, badacz”, od εξεταζω exetazō „badać”.

### Podział systematyczny
Do rodzaju należą następujące gatunki:
- Hylexetastes uniformis Hellmayr, 1909 – drwal jednobarwny
- Hylexetastes perrotii  (Lafresnaye, 1844) – drwal czerwonodzioby
- Hylexetastes stresemanni E. Snethlage, 1925 – drwal prążkowany